# Kaštinka

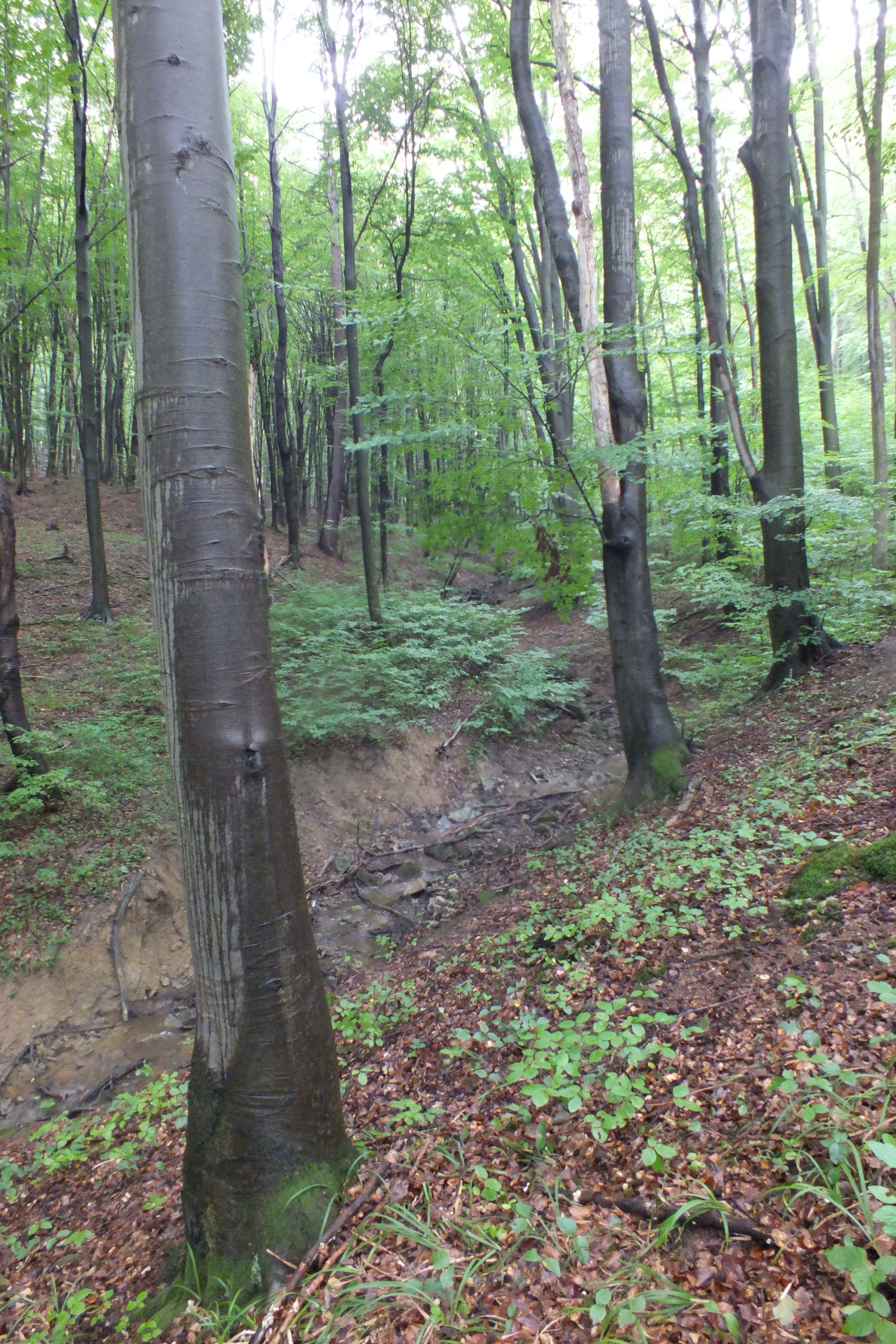
Kaštinka

Kaštinka je malý neregulovaný vodní tok v Chráněné krajinné oblasti Bílé Karpaty ve Zlínském kraji na hranici se Slovenskou republikou. Pramení pod národní přírodní rezervací Javorina a vlévá se do řeky Klanečnice na východním okraji místní části Květná, která je součástí obce Strání. Potok spadá do povodí Váhu.
Voda v potoce je čistá, díky čemuž se zde dobře daří raku říčnímu (Astacus astacus). Z ryb zde žijí například vranka obecná (Cottus gobio), považovaná za tzv. bioindikační druh, neboť její přítomnost také prokazuje vysokou kvalitu horského vodního toku, dále střevle potoční (Phoxinus phoxinus), mřenka mramorovaná (Barbatula barbatula) či jelec proudník (Leuciscus leuciscus). Velmi hojně se v potoce vyskytuje pstruh obecný potoční (Salmo trutta m. fario), který sem na podzim táhne naklást jikry a jehož významnou složku potravy zde tvoří zmíněná vranka obecná. V minulosti byly vody potoka na ryby druhově bohatší, především díky jejich migraci z Váhu.